# Монетный двор Кремницы
Моне́тный двор Кре́мницы (словац. Mincovňa Kremnica) — государственный монетный двор Словакии, находящийся в городе Кремнице. Является одним из старейших государственных предприятий и старейших монетных дворов в мире.

## История
17 ноября 1328 года, вместе со статусом свободного королевского шахтёрского города, Кремница получила от венгерского короля Карла I Роберта привилегию на открытие монетного двора. Первые монеты чеканились по образцу монетного двора во Флоренции и назывались флоринами. Позже началась чеканка дукатов. Они были широко известны в Европе благодаря стабильно высокой пробе золота (986-й) и имели массу 3,49 г. Эти дукаты продолжительное время считались самой твёрдой валютой в Центральной Европе.
К началу XX века оборудование монетного двора сильно устарело, были даже предложения по переносу его в Будапешт. Однако до окончания Первой мировой войны этого не произошло. После того, как чешские войска вошли в Северную Венгрию, правительство Каройи приказало перевезти оборудование и запас благородных металлов в столицу — Будапешт.
Поскольку в Кремнице остались одни пустые здания, чехословацкому правительству пришлось оборудовать монетный двор «с нуля». Установка нового оборудования началось в 1921 году. С тех пор Кремницкий монетный двор чеканил монеты для нужд чехословацкого государства и 25 других стран. Поскольку монетный двор был единственным на территории Чехословакии, протекторат Богемии и Моравии (1939—1945) использовал монеты, чеканенные в Третьем рейхе, а независимая Чешская республика основала в 1993 году собственный монетный двор.

## Настоящее время
В настоящее время монетный двор продолжает чеканить монеты для нескольких стран мира, а также словацкие евро. Также он изготавливает мемориальные доски, значки, кулоны, печати и др. В Кремнице отчеканены белорусские монеты, введённые в обращение 1 июля 2016 года. 